# يوكي ساكاي
يوكي ساكاي (باليابانية: 酒井 悠基) (28 يونيو 1985 في شيغا في اليابان – )؛ هو لاعب كرة قدم سابق كان يلعب كمدافع.